# Калоян Дінчев
Калоян Дінчев (болг. Калоян Динчев; нар. 3 лютого 1980, Стара Загора) — болгарський борець греко-римського стилю, бронзовий призер чемпіонату світу, учасник двох Олімпійських ігор.

## Життєпис
Боротьбою почав займатися з 1992 року. Був бронзовим призером чемпіонату світу 2001 року серед юніорів.
Виступав за борцівський клуб Ловеча. Тренер — Братан Ценов.

## Спортивні результати на міжнародних змаганнях

### Виступи на Олімпіадах
| Змагання                    | Збірна   | Вагова категорія                 | Місце |
| --------------------------- | -------- | -------------------------------- | ----- |
| Літні Олімпійські ігри 2004 | Болгарія | греко-римська боротьба, до 96 кг | 8     |
| Літні Олімпійські ігри 2008 | Болгарія | греко-римська боротьба, до 96 кг | 13    |

### Виступи на Чемпіонатах світу
| Змагання                        | Збірна   | Вагова категорія                 | Місце  |
| ------------------------------- | -------- | -------------------------------- | ------ |
| Чемпіонат світу з боротьби 2006 | Болгарія | греко-римська боротьба, до 96 кг | Бронза |
| Чемпіонат світу з боротьби 2007 | Болгарія | греко-римська боротьба, до 96 кг | 15     |
| Чемпіонат світу з боротьби 2009 | Болгарія | греко-римська боротьба, до 96 кг | 18     |
| Чемпіонат світу з боротьби 2010 | Болгарія | греко-римська боротьба, до 96 кг | 10     |

### Виступи на Чемпіонатах Європи
| Змагання                         | Збірна   | Вагова категорія                 | Місце |
| -------------------------------- | -------- | -------------------------------- | ----- |
| Чемпіонат Європи з боротьби 2004 | Болгарія | греко-римська боротьба, до 96 кг | 15    |
| Чемпіонат Європи з боротьби 2007 | Болгарія | греко-римська боротьба, до 96 кг | 16    |
| Чемпіонат Європи з боротьби 2008 | Болгарія | греко-римська боротьба, до 96 кг | 5     |
| Чемпіонат Європи з боротьби 2010 | Болгарія | греко-римська боротьба, до 96 кг | 11    |
| Чемпіонат Європи з боротьби 2012 | Болгарія | греко-римська боротьба, до 96 кг | 12    |

### Виступи на Кубках світу
| Змагання                    | Збірна   | Вагова категорія                 | Місце |
| --------------------------- | -------- | -------------------------------- | ----- |
| Кубок світу з боротьби 2006 | Болгарія | греко-римська боротьба, до 96 кг | 4     |

### Виступи на інших змаганнях
| Змагання                                                         | Збірна   | Вагова категорія                 | Місце  |
| ---------------------------------------------------------------- | -------- | -------------------------------- | ------ |
| Міжнародний меморіал Дейва Шульца 2005                           | Болгарія | греко-римська боротьба, до 96 кг | Срібло |
| Міжнародний меморіал Дейва Шульца 2006                           | Болгарія | греко-римська боротьба, до 96 кг | Срібло |
| Турнір Дана Колова — Николи Петрова 2007                         | Болгарія | греко-римська боротьба, до 96 кг | Золото |
| Олімпійський кваліфікаційний турнір з боротьби 2008 (Роме-Остія) | Болгарія | греко-римська боротьба, до 96 кг | Золото |
| Турнір Дана Колова — Николи Петрова 2008                         | Болгарія | греко-римська боротьба, до 96 кг | Золото |
| Турнір Дана Колова — Николи Петрова 2009                         | Болгарія | греко-римська боротьба, до 96 кг | 9      |
| Гран-прі Німеччини з боротьби 2009                               | Болгарія | греко-римська боротьба, до 96 кг | Бронза |
| Турнір Дана Колова — Николи Петрова 2010                         | Болгарія | греко-римська боротьба, до 96 кг | Золото |
| Вогні Москви 2011                                                | Болгарія | греко-римська боротьба, до 96 кг | Бронза |
| Турнір Дана Колова — Николи Петрова 2012                         | Болгарія | греко-римська боротьба, до 96 кг | Срібло |

### Виступи на змаганнях молодших вікових груп
| Змагання                                       | Збірна   | Вагова категорія                 | Місце  |
| ---------------------------------------------- | -------- | -------------------------------- | ------ |
| Чемпіонат Європи з боротьби серед юніорів 1998 | Болгарія | греко-римська боротьба, до 90 кг | 9      |
| Чемпіонат світу з боротьби серед юніорів 1999  | Болгарія | греко-римська боротьба, до 97 кг | 4      |
| Чемпіонат Європи з боротьби серед юніорів 2000 | Болгарія | греко-римська боротьба, до 97 кг | 12     |
| Чемпіонат світу з боротьби серед юніорів 2000  | Болгарія | греко-римська боротьба, до 97 кг | Бронза |